# Liga Europeia de Futebol de Praia 2007
A Liga Europeia de Futebol de Praia 2007 está a seguir um modelo muito semelhante ao de 2006.
Numa fase inicial, 12 selecções europeias teoricamente mais fracas disputaram um torneio preliminar, em Atenas, na Grécia. As 4 equipas com melhor desempenho juntar-se-ão a Portugal, Espanha, França e Itália, na Liga Europeia, formando um conjunto de 8 selecções, tal como em 2006. A partir daí, a competição terá uma estrutura igual à do ano passado: durante as próximas semanas, estas equipas participarão em 4 torneios, nos quais acumularão pontos. As 6 melhores selecções ficaram apuradas para a SUPERFINAL, em Marselha, na França, que também serviu de torneio de qualificação da zona europeia para o Campeonato do Mundo de Futebol de Praia, em Novembro, no Rio de Janeiro. 

## Evento Preliminar
O evento preliminar, em Atenas, na Grécia, decorreu entre os dias 29 de Junho e 1 de Julho. As 12 equipas participantes foram, por ordem alfabética:
- Alemanha

- Grécia

- Hungria

- Inglaterra

- Israel

- Noruega

- Polónia

- República Checa

- Rússia

- Suíça

- Turquia

- Ucrânia

Estas selecções foram divididas em 4 grupos de 3 equipas, através de um sorteio:
Grupo A
- Noruega

- Suíça

- Turquia

Grupo B
- Israel

- Rússia

- Grécia

Grupo C
- Ucrânia

- República Checa

- Alemanha

Grupo D
- Hungria

- Inglaterra

- Polónia

Dentro de cada grupo, as equipas jogaram umas contra as outras e o vencedor de cada grupo ficou apurado para a fase seguinte da Liga Europeia.
Os resultados dos jogos foram os seguintes:
Sexta-feira, 29 de Junho
Grupo A: Noruega 2 - 10 Suíça
Grupo D: Hungria 1 - 5 Inglaterra
Grupo B: Israel 6 - 6 Rússia (Israel 6 - 7 Rússia em g. p.)
Grupo C: Ucrânia 3 - 4 República Checa
Sábado, 30 de Junho
Grupo C: República Checa 4 - 3 Alemanha
Grupo A: Turquia 3 - 3 Noruega (Turquia 2 - 3 Noruega em g. p.)
Grupo D: Hungria 4 - 4 Polónia (Hungria 1 - 0 Polónia em g. p.)
Grupo B: Grécia 1 - 2 Israel
Domingo, 1 de Julho
Grupo D: Inglaterra 3 - 6 Polónia
Grupo C: Alemanha 2 - 5 Ucrânia
Grupo A: Suíça 11 - 3 Turquia
Grupo B: Rússia 5 - 1 Grécia
Assim, a classificação dos grupos foi a seguinte:
Grupo A
1º Lugar -  Suíça (6 pontos)
2º Lugar -  Noruega (2 pontos)
3º Lugar -  Turquia (0 pontos)
Grupo B
1º Lugar -  Rússia (5 pontos)
2º Lugar -  Israel (3 pontos)
3º Lugar -  Grécia (0 pontos)
Grupo C
1º Lugar -  República Checa (6 pontos)
2º Lugar -  Ucrânia (3 pontos)
3º Lugar -  Alemanha (0 pontos)
Grupo D
1º Lugar -  Polónia (3 pontos)
2º Lugar - Inglaterra (3 pontos)
3º Lugar -  Hungria (2 pontos)
Selecções Apuradas para a fase seguinte:
- Suíça (vencedor do grupo A)

- Rússia (vencedor do grupo B)

- República Checa (vencedor do grupo C)

- Polónia (vencedor do grupo D)

## Fase Regular
Como já foi referido, as 4 equipas que venceram os seus grupos em Atenas vão juntar-se às 4 grandes potências do Futebol de Praia europeu, formando assim um conjunto de 8 equipas: 
- Portugal

- Espanha

- França

- Itália

- Suíça

- Rússia

- República Checa

- Polónia

Como também já expliquei anteriormente, estas selecções disputarão 4 torneios, que darão acesso à SUPERFINAL. Estes eventos terão lugar nas próximas semanas, entre os dias 13 de Julho e 5 de Agosto, em Itália, Portugal, França e Espanha. O calendário destes torneios é o seguinte:
- 13 - 15 de Julho: Torneio de San Benedetto del Tronto,  Itália

- 19 - 21 de Julho: Torneio de Portimão,  Portugal

- 27 - 29 de Julho: Torneio de Tignes,  França

- 3 - 5 de Agosto: Torneio de Palma de Maiorca,  Espanha

Todos os torneios terão uma duração de 3 dias (Sexta-feira, Sábado e Domingo) e serão disputados  por eliminatórias, sem qualquer fase de grupos:
no primeiro dia de cada torneio (sexta-feira) serão disputados os jogos dos quartos-de-final; no segundo dia de cada evento (Sábado) realizar-se-ão as meias-finais e os jogos dos 5º ao 8º lugares; no último dia de cada torneio (Domingo), disputar-se-ão a Final e os jogos de atribuição dos 3º e 4º lugares, das 5ª e 6ª posições e dos 7º e 8º lugares.       
Como já referi anteriormente, quando um torneio acabar, cada equipa conquistará um determinado número de pontos, correspondente à posição ocupada por essa selecção na classificação de cada evento:
1º Lugar - 10 pontos
2º Lugar - 8 pontos
3º Lugar - 7 pontos
4º Lugar - 6 pontos
5º Lugar - 5 pontos
6º Lugar - 4 pontos
7º Lugar - 3 pontos
8º Lugar - 1 ponto
Como já é sabido, no fim dos 4 torneios, as 6 equipas que tiverem acumulado mais pontos passam à SUPERFINAL da competição.

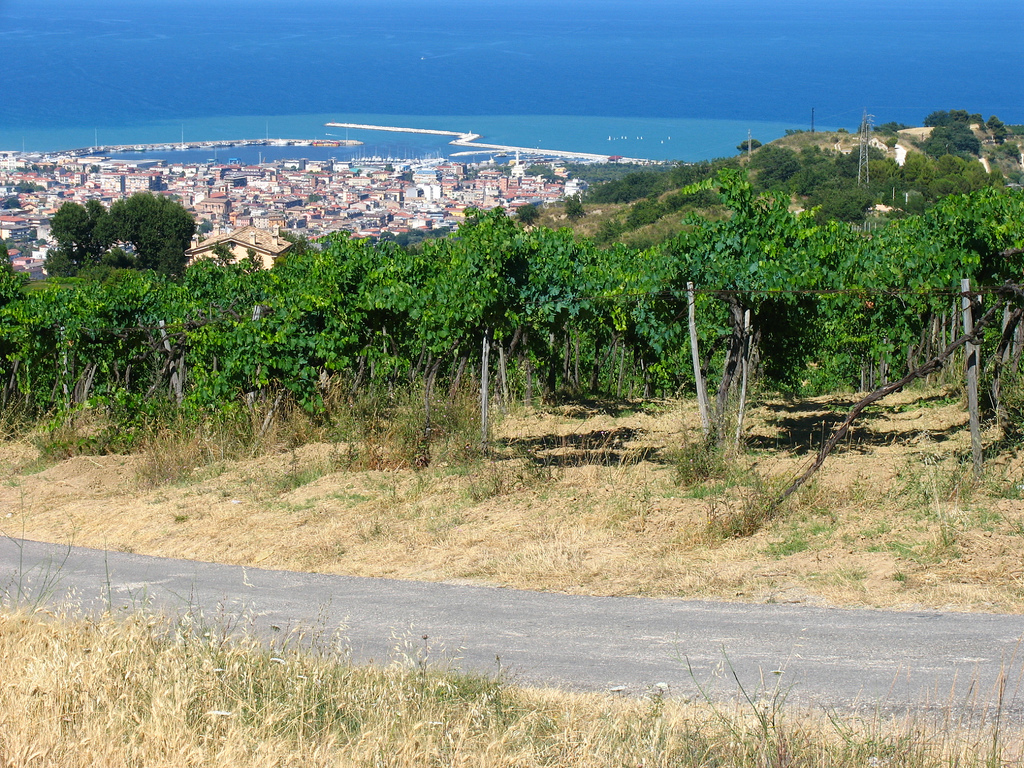
San Benedetto del Tronto (ao longe)

### Torneio de San Benedetto del Tronto (Itália)
À semelhança do que acontecera em 2006, a Etapa Italiana da Liga Europeia de Futebol de Praia teve lugar em San Benedetto del Tronto, uma comuna localizada na zona costeira da Itália, banhada pelo Mar Adriático. Este evento foi o primeiro torneio da competição e contou com a participação das 8 equipas acima referidas. Foi disputado nos dias 13, 14 e 15 de Julho. 
Os resultados dos jogos foram os seguintes:
Sexta-feira, 13 de Julho
Quartos-de-final: Espanha 4 - 4 Suíça (Espanha 4 - 5 Suíça com prol.)
Quartos-de-final: França 1 - 4 Rússia
Quartos-de-final: Portugal 5 - 4 Polónia
Quartos-de-final: Itália 4 - 2 República Checa
Sábado, 14 de Julho
Jogos dos 5º ao 8º lugares: Espanha 6 - 6 França (Espanha 6 - 7 França com prol.)
Jogos dos 5º ao 8º lugares: Polónia 5 - 6 República Checa
Meias-finais: Suíça 4 - 5 Rússia
Meias-finais: Portugal 7 - 2 Itália
Domingo, 15 de Julho
Jogo dos 7º e 8º lugares: Espanha 4 - 4 Polónia (Espanha 4 - 5 Polónia com prol.)
Jogo dos 5º e 6º lugares: França 10 - 2 República Checa
Jogo dos 3º e 4º lugares: Suíça 5 - 3 Itália
Final: Rússia 4 - 3 Portugal
Classificação do Torneio:
1º Lugar -  Rússia - 10 pontos
2º Lugar -  Portugal - 8 pontos
3º Lugar -  Suíça - 7 pontos
4º Lugar -  Itália - 6 pontos
5º Lugar -  França - 5 pontos
6º Lugar -  República Checa - 4 pontos
7º Lugar -  Polónia - 3 pontos
8º Lugar -  Espanha - 1 ponto
Prémios Individuais:
Melhor Guarda-Redes: Andrey Bukhlitskiy -  Rússia
Melhor Marcador: Ramiro Amarelle (8 golos) -  Espanha
Melhor Jogador: Egor Shaykov -  Rússia
Prémio de Fair Play da FIFA: Ramiro Amarelle -  Espanha

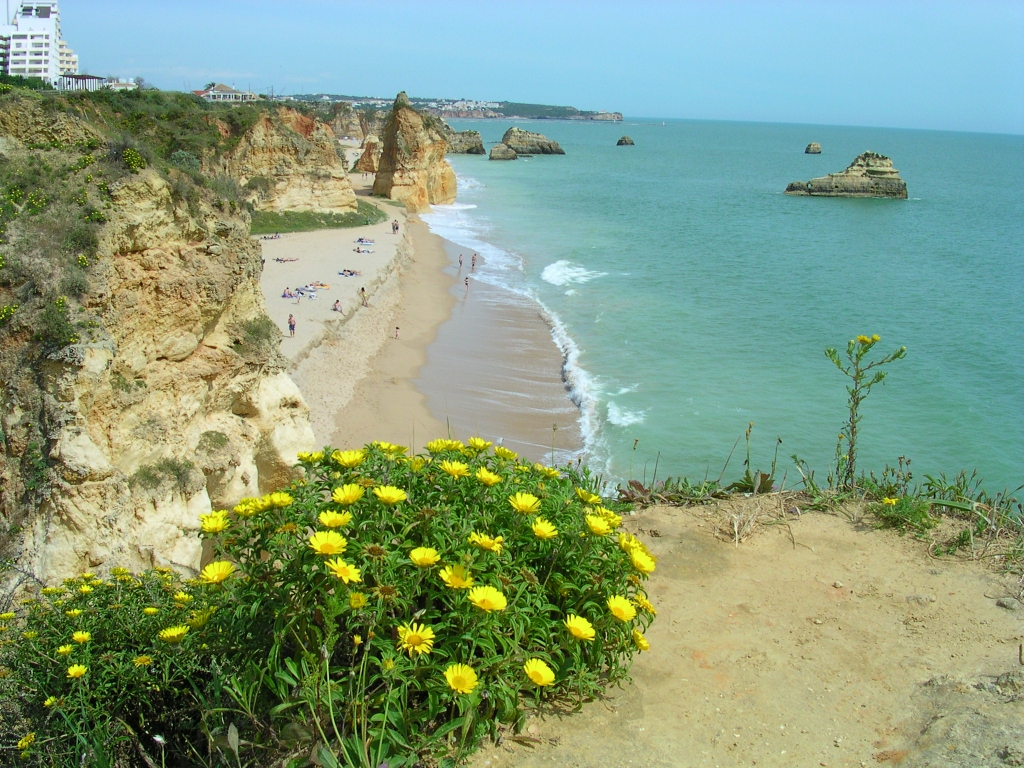
Praia da Rocha

### Torneio de Portimão (Portugal)
A Etapa Portuguesa da Liga Europeia de Futebol de Praia 2007 teve lugar na Praia da Rocha, em Portimão, no Algarve, onde se disputara a Etapa Portuguesa da Liga Europeia do ano passado. Este evento foi o segundo torneio da competição e foi disputado pelas mesmas 8 equipas que participaram no evento de San Benedetto del Tronto. Este torneio realizou-se nos dias 19, 20 e 21 de Julho. 
Os resultados dos jogos foram os seguintes:
Sexta-feira, 13 de Julho
Quartos-de-final: Portugal 7 - 4 República Checa
Quartos-de-final: França 4 - 2 Polónia
Quartos-de-final: Espanha 3 - 4 Rússia
Quartos-de-final: Itália 1 - 1 Suíça (Itália 2 - 3 Suíça em g. p.)
Sábado, 14 de Julho
Jogos dos 5º ao 8º lugares: República Checa 4 - 7 Polónia
Jogos dos 5º ao 8º lugares: Espanha 7 - 4 Itália
Meias-finais: Portugal 6 - 1 França
Meias-finais: Rússia 7 - 3 Suíça
Domingo, 15 de Julho
Jogo dos 7º e 8º lugares: Itália 4 - 1 República Checa
Jogo dos 5º e 6º lugares: Espanha 1 - 0 Polónia
Jogo dos 3º e 4º lugares: França 6 - 4 Suíça
Final: Rússia 2 - 3 Portugal
Classificação do Torneio:
1º Lugar -  Portugal - 10 pontos
2º Lugar -  Rússia - 8 pontos
3º Lugar -  França - 7 pontos
4º Lugar -  Suíça - 6 pontos
5º Lugar -  Espanha - 5 pontos
6º Lugar -  Polónia - 4 pontos
7º Lugar -  Itália - 3 pontos
8º Lugar -  República Checa - 1 ponto
Prémios Individuais:
Melhor Guarda-Redes: Andrey Bukhlitskiy -  Rússia
Melhor Marcador: Madjer (7 golos) -  Portugal
Melhor Jogador: Alan Cavalcanti -  Portugal

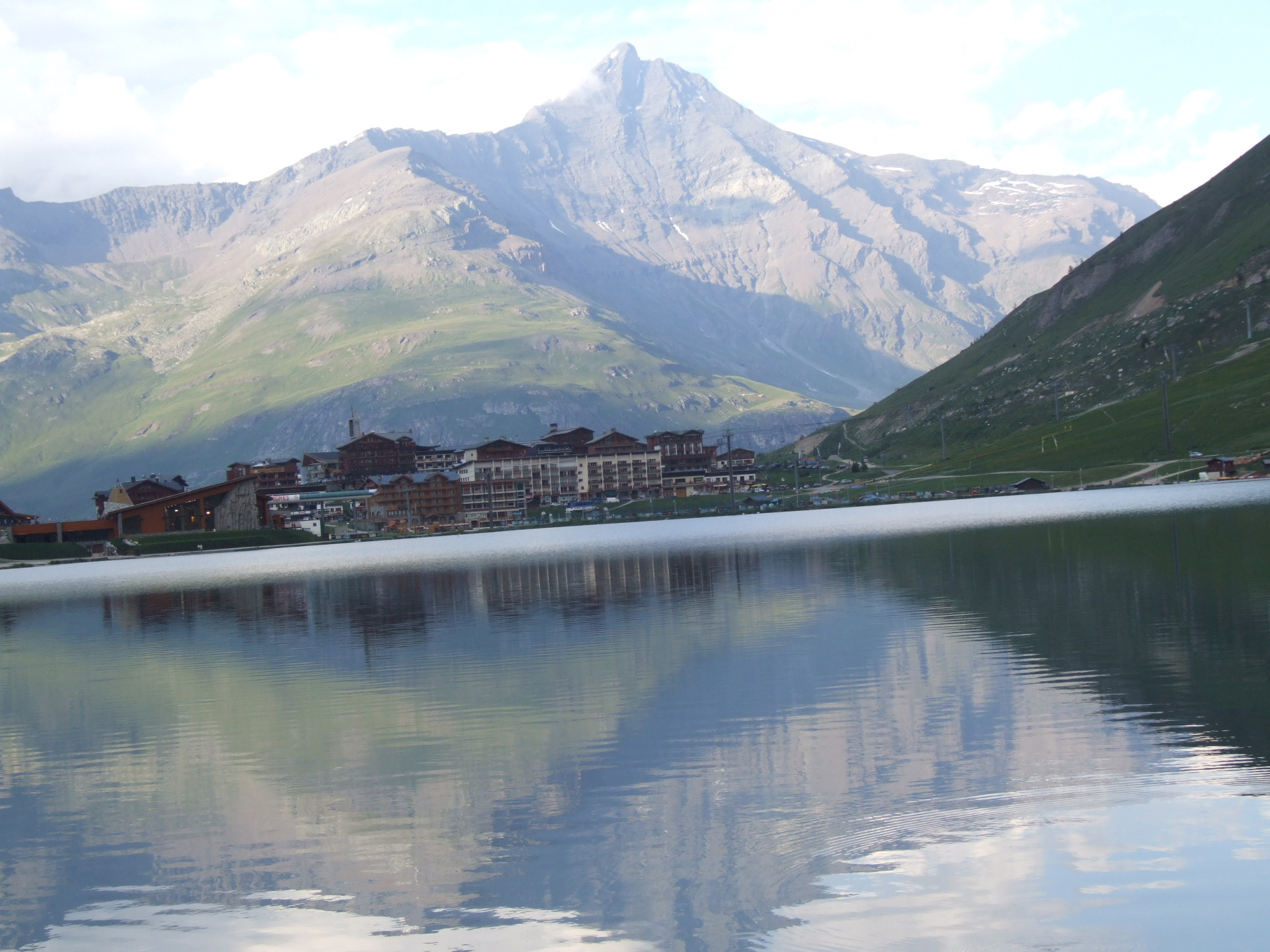
Lago de Tignes

### Torneio de Tignes (França)
Em 2007, tal como nos últimos anos, a Etapa Francesa da Liga Europeia de Futebol de Praia está a decorrer em Tignes, nos Alpes, perto da fronteira da França com a Suíça. Este evento será o terceiro torneio da Liga Europeia e conta com a participação das mesmas 8 equipas que disputaram os dois torneios anteriores. Este evento teve lugar entre os dias 27, 28 e 29 de Julho. 
A programação dos jogos é a seguinte:
Sexta-feira, 27 de Julho
Quartos-de-final:  Portugal 7 - 8 Suíça
Quartos-de-final:  Itália 1 - 4 Rússia
Quartos-de-final:  Espanha 3 - 2 Polónia
Quartos-de-final:  França 4 - 2 República Checa
Sábado, 28 de Julho
Jogos dos 5º ao 8º lugares: Portugal 8 - 6 Itália
Jogos dos 5º ao 8º lugares: Polónia 6 - 4 República Checa
Meias-finais: Suíça 4 - 5 Rússia
Meias-finais: Espanha 2 - 5 França
Domingo, 29 de Julho
Jogo dos 7º e 8º lugares: Itália 11 - 2 República Checa
Jogo dos 5º e 6º lugares: Portugal 6 - 6 Polónia (Portugal 6 - 7 Polónia com prol.) 
Jogo dos 3º e 4º lugares: Suíça 3 - 4 Espanha
Final: França 4 - 5 Rússia
Classificação do Torneio:
1º Lugar -   Rússia - 10 pontos
2º Lugar -   França - 8 pontos
3º Lugar -   Espanha - 7 pontos
4º Lugar -   Suíça - 6 pontos
5º Lugar -   Polónia - 5 pontos
6º Lugar -   Portugal - 4 pontos
7º Lugar -   Itália - 3 pontos
8º Lugar -   República Checa - 1 ponto
Prémios Individuais:
Melhor Guarda-Redes: Andrey Bukhlitskiy -  Rússia
Melhor Marcador: Madjer (10 golos) -  Portugal
Melhor Jogador: Dejan Stankovic -  Suíça

### Torneio de Palma de Maiorca (Espanha)
Também por uma questão de tradição, a Etapa Espanhola da Liga Europeia de Futebol de Praia realizar-se-á em Palma de Maiorca, nas Ilhas Baleares, no Mar Mediterrâneo. Este evento será disputado pelas 8 selecções que estiveram presentes nos outros torneios. Vai ser o quarto torneio da competição e será o último evento disputado antes da SUPERFINAL; desta forma, quando terminar, ficarão definidas as 6 equipas que passam à fase seguinte. Este evento terá lugar nos dias 3, 4 e 5 de Agosto. 
Sexta-feira, 3 de Agosto
Quartos-de-final:  França 7 - 4 Suíça
Quartos-de-final:  Portugal 4 - 4 Rússia  (Portugal 6 - 4 Rússia com prol.)
Quartos-de-final:  Itália 4 - 3 Polónia
Quartos-de-final:  Espanha 5 - 2 República Checa
Sábado, 4 de Agosto
Jogos dos 5º ao 8º lugares: Suíça 5 - 4 Rússia
Jogos dos 5º ao 8º lugares: Polónia 6 - 4 República Checa
Meias-finais:  França 6 - 0 Portugal
Meias-finais: Itália 6 - 4 Espanha
Domingo, 5 de Agosto
Jogo dos 7º e 8º lugares:  Rússia 6 - 3 República Checa
Jogo dos 5º e 6º lugares:  Suíça 6 - 5 Polónia (Suíça 6 - 5 Polónia  com prol.)
Jogo dos 3º e 4º lugares:  Portugal 5 - 3  Espanha
Final: França 7 - 5 Itália
Classificação do Torneio:
1º Lugar -   França - 10 pontos
2º Lugar -   Itália - 8 pontos
3º Lugar -   Portugal - 7 pontos
4º Lugar -   Espanha - 6 pontos
5º Lugar -   Suíça - 5 pontos
6º Lugar -   Polónia - 4 pontos
7º lugar -   Rússia - 3 pontos
8º Lugar -   República Checa - 1 ponto
Prémios Individuais:
Melhor Guarda-Redes: Jean-Marie Aubry -  França
Melhor Marcador: Dejan Stankovic (8 golos) -  Suíça
Melhor Jogador: Jérémy Basquaise -  França
Prémio de Fair Play da FIFA:  República Checa

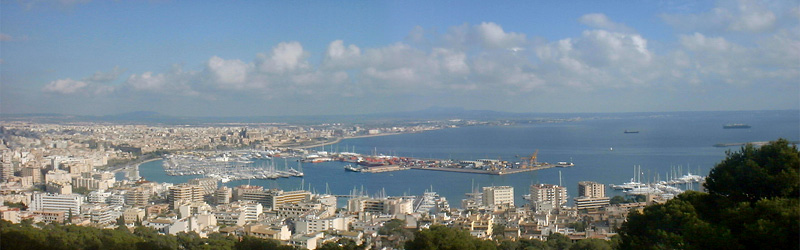
Vista Panorâmica de Palma de Maiorca

### Dados Gerais
Classificação Geral:
1º Lugar -  Rússia - 31 pontos
2º Lugar -  França - 30 pontos
3º Lugar -  Portugal - 29 pontos
4º Lugar -  Suíça - 24 pontos
5º Lugar -  Itália - 20 pontos
6º Lugar -  Espanha - 19 pontos
7º Lugar -  Polónia - 16 pontos
8º Lugar -  República Checa - 7 pontos
Equipas Apuradas para a SUPERFINAL:
- Rússia

- França

- Portugal

- Suíça

- Itália

- Espanha

## Superfinal

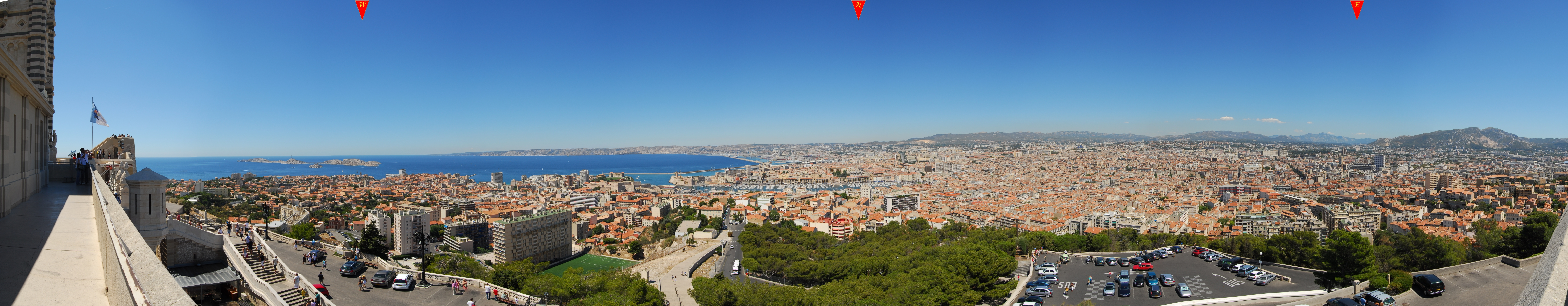
Vista Panorâmica de Marselha

Em 2007, pelo terceiro ano consecutivo, a Superfinal da Liga Europeia de Futebol de Praia realizou-se em Marselha, no Sul de França. Foi disputada entre os dias 21 e 26 de Agosto (de Terça-feira a Domingo) entre as 6 equipas que, nos torneios referidos anteriormente, conseguiram conquistar mais pontos.
As 6 selecções foram divididas em 2 grupos de 3 equipas:
Grupo A
- Rússia

- Suíça

- Espanha

Grupo B
- França

- Itália

Entre os dias 21 e 23 de Agosto (de Terça a Quinta-feira), as selecções do mesmo grupo jogaram umas contra as outras. As 2 melhores equipas de cada grupo passaram às meias-finais, em que o vencedor do grupo A defrontou o 2º classificado do grupo B e o vencedor do grupo B jogou com o 2º lugar do grupo A. 24 de Agosto (Sexta-feira) foi dia de folga e, por isso, os jogos das semifinais só foram disputados no dia 25 do mesmo mês (Sábado). No dia 26 de Agosto (Domingo), as selecções derrotadas nas meias-finais disputaram o jogo de atribuição dos 3º e 4º lugares, enquanto os vencedores dos jogos de Sábado discutiram o título europeu, na Final da competição.
Terça-feira, 21 de Agosto
Grupo B: França 6 - 5 Itália
Grupo A: Rússia 7 - 7 Espanha (Rússia 0 - 1 Espanha em g. p.)
Quarta-feira, 22 de Agosto
Grupo A: Suíça 3 - 7 Espanha
Grupo B: Portugal 5 - 2 Itália
Quinta-feira, 23 de Agosto
Grupo A: Rússia 8 - 2 Suíça
Grupo B: França 5 - 3 Portugal
Classificação do Grupo A:
1º Lugar -  Espanha (5 pontos) *
2º Lugar -  Rússia (3 pontos) *
3º Lugar -  Suíça (0 pontos)
Classificação do Grupo B:
1º Lugar -  França (6 pontos) *  
2º Lugar -  Portugal (3 pontos) *
3º Lugar -  Itália (0 pontos)
- Selecções Apuradas para as meias-finais

Sábado, 25 de Agosto
Meias-finais: França 3 - 3 Rússia (França 2 - 1 Rússia em g. p.)
Meias-finais: Espanha 5 - 6 Portugal
Domingo, 26 de Agosto
Jogo de 3º e 4º Lugares: Rússia 6 - 3 Espanha
Final: França 6 - 7 Portugal
Classificação final
1º Lugar -  Portugal
2º Lugar -  França
3º Lugar -  Rússia
4º Lugar -  Espanha
Assim, Portugal venceu a Liga Europeia de Futebol de Praia 2007.

## Prémios
Nesta edição da Liga Europeia de Futebol de Praia, tal como nas anteriores, foram atribuídos vários prémios:
- Prémio de Melhor Jogador
- Prémio de Melhor Marcador
- Prémio de Melhor Guarda-redes
- Prémio de Fair-Play da FIFA
- Prémio do Melhor Torneio

Após o último jogo da competição, os treinadores e os responsáveis pelas 6 selecções que participaram na Superfinal e os membros da Beach Soccer Worldwide reuniram-se e elegeram o melhor jogador, o melhor guarda-redes e o melhor torneio da Liga Europeia de Futebol de Praia 2007 através de uma votação. Foi utilizado o mesmo método para eleger a equipa vencedora do prémio de fair-play da FIFA.
Para os vários prémios, cada um dos membros da votação estabeleceu uma pequena classificação, com três jogadores, equipas ou torneios, consoante o caso. Para cada boletim de voto, foram atribuídos 5 pontos ao 1º Lugar, 3 pontos ao 2º Lugar e 1 ponto ao 3ºLugar.  
O prémio de melhor marcador foi atribuído através da soma aritmética dos golos marcados por cada jogador ao longo da competição: nos torneios da fase regular e na Superfinal. 

### Prémio de Melhor Jogador
Os resultados da votação foram os seguintes:
1º Lugar - Dejan Stankovic -  Suíça – 27 pontos
2º Lugar - Egor Shaykov -  Rússia – 21 pontos
3º Lugar - Ramiro Amarelle -  Espanha – 20 pontos
4º Lugar - Madjer -  Portugal – 10 pontos
5º Lugar - Andrey Bukhlitskiy -  Rússia – 9 pontos

Assim, o jogador suíço Dejan Stankovic sagrou-se melhor jogador da Liga Europeia de Futebol de Praia 2007.

### Prémio de Melhor Marcador
A classificação de golos marcados por jogador foi a seguinte:
1º Lugar: 
- Dejan Stankovic –  Suíça - 24 golos
- Ramiro Amarelle -  Espanha - 24 golos 
2º Lugar:
- Roberto Pasquali -  Itália - 23 golos
- Madjer –  Portugal - 23 golos
3º Lugar:
- Egor Shaykov –  Rússia - 21 golos
4º Lugar:
- Ilya Leonov –  Rússia - 20 golos
5º Lugar: 
- Paolo Palmacci –  Itália - 19 golos
- Alan Cavalcanti -  Portugal - 19 golos
6º Lugar:
- Nuno Ricardo Belchior –  Portugal - 18 golos
Desta forma, os melhores marcadores desta competição foram Dejan Stankovic, da Suíça, e Ramiro Amarelle, da Espanha, ambos com 24 golos.

### Prémio de Melhor Guarda-redes
Todos os eleitores colocaram o guarda-redes russo Andrey Bukhlitskiy no topo da sua pequena classificação. Deste modo, o guardião russo, que já vencera 3 prémios de melhor guarda-redes na fase regular da Liga Europeia, ganhou a votação por unanimidade, com uma grande vantagem sobre os seus opositores, sagrando-se melhor guarda-redes da Liga Europeia de Futebol de Praia 2007. 

### Prémio deFair-Playda FIFA
A classificação deste prémio foi a seguinte:
1º Lugar -  Rússia – 29 pontos
2º Lugar -  Espanha – 26 pontos
3º Lugar -  Portugal – 20 pontos
Assim, o prémio de Fair-Play da FIFA foi conquistado pela selecção russa.

### Prémio do Melhor Torneio
Aclassificação deste prémio foi a seguinte:
1º Lugar - Etapa Portuguesa da Fase Regular - Portimão (Portugal) – 37 pontos
2º Lugar - Superfinal - Marselha (França) – 35 pontos
3º Lugar - Etapa Francesa da Fase Regular - Tignes (França) – 26 pontos
Em suma, a Etapa Portuguesa da Fase Regular, disputada em Portimão, foi eleita o melhor torneio da Liga Europeia de Futebol de Praia 2007.

## Qualificação para o Campeonato do Mundo FIFA 2007
Como já referi anteriormente, a Superfinal da Liga Europeia de Futebol de Praia funcionou como torneio de qualificação da zona europeia para o Campeonato do Mundo de Futebol de Praia FIFA 2007 (Copa do Mundo de Futebol de Areia FIFA 2007), que se realizará de 2 a 11 de Novembro, no Rio de Janeiro: os 4 semi-finalistas da Liga Europeia ficaram apurados para a grande competição mundial. Desta forma, na Superfinal, as 4 equipas que conseguiram garantir o apuramento para o Campeonato do Mundo foram:
- Portugal

- França

- Rússia

- Espanha

No entanto,a Europa tem direito a 5 selecções no Campeonato do Mundo; assim, foi disputada outra competição para apurar a 5ª equipa: o Last Chance Bracket, cujo vencedor alcançou um lugar na grande competição da FIFA.

### Last Chance Bracket

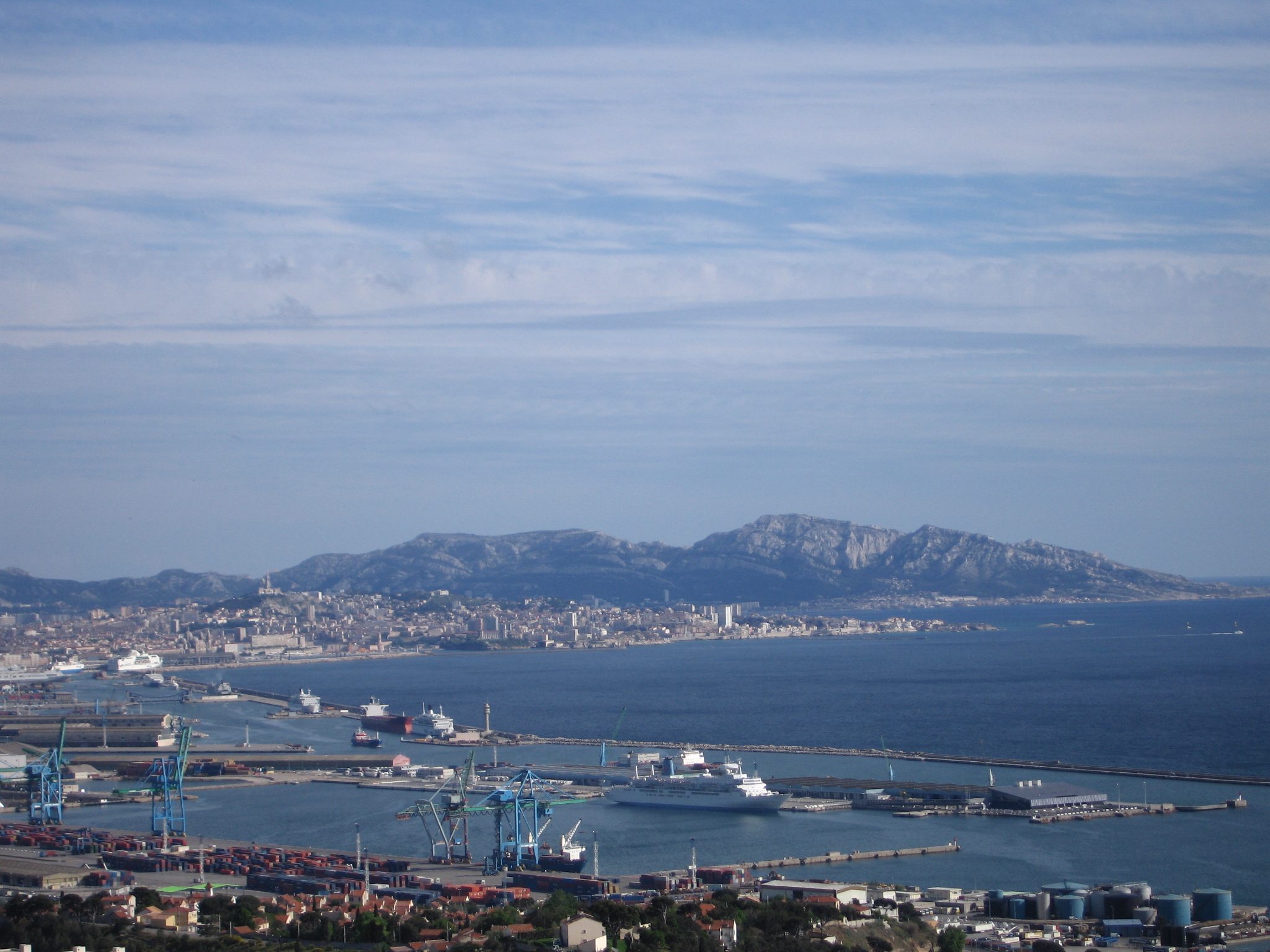
O porto de Marselha

O Last Chance Bracket decorreu em Marselha, na França, paralelamente à Superfinal, entre os dias 23 e 26 de Agosto. Utilizou o sistema de eliminatórias e contou com a presença de 12 selecções do continente que não conseguiram alcançar as 4 primeiras posições da Liga Europeia. Equipas Participantes:
Selecções Eliminadas na Superfinal / Eliminadas na Fase Regular:
- Itália

- Polónia

- Suíça

Selecções Eliminadas no Evento Preliminar / que não participaram na Liga Europeia:
- Alemanha

- Áustria

- Bulgária

- Estónia

- Hungria

- Noruega

- Roménia

- Turquia

- Ucrânia

As 3 equipas que participaram na fase regular da Liga Europeia (Itália, Suíça e Polónia), e a vencedora de um sorteio no qual participaram todas as restantes selecções (Alemanha) obtiveram entrada directa nos quartos-de-final.
As restantes equipas tentarm alcançar os jogos dos quartos-de-final através de play-offs de apuramento, disputados no dia 23 de Agosto (Quinta-feira).
A 24 de Agosto (Sexta-feira), realizaram-se os jogos dos quartos-de-final, em que as equipas vencedoras dos play-offs se cruzaram com as 4 equipas com entrada directa. Os vencedores passaram às meias-finais, que tiveram lugar no dia 25 do mesmo mês (Sábado). A 26 de Agosto, na grande final, foi discutido o último lugar europeu no Campeonato do Mundo da modalidade.
Os resultados dos jogos foram os seguintes:
Quinta-feira, 23 de Agosto
Play-offs de Apuramento:
Bulgária 2 - 7 Áustria
Ucrânia 3 - 1 Estónia
Turquia 6 - 7 Noruega
Hungria 4 - 2 Roménia
Sexta-feira, 24 de Agosto
Quartos-de-final: 
Suíça 13 - 5 Áustria
Itália 6 - 1 Hungria
Polónia 4 - 5 Ucrânia
Alemanha 6 - 2 Noruega
Sábado, 25 de Agosto
Meias-finais:
Suíça 6 - 5 Ucrânia
Itália 4 - 3 Alemanha
Domingo, 26 de Agosto
Final:
Itália 8 - 5 Suíça
Deste modo, a Itália venceu o Last Chance Bracket e alcançou o último lugar europeu no Campeonato do Mundo FIFA 2007.

### Equipas Qualificadas
Tendo em conta a Superfinal e o Last Chance Bracket, as selecções apuradas para a grande competição da FIFA são:
- Portugal

- França

- Rússia

- Espanha

- Itália